# Kaithi-Schrift
Kaithi (कैथी), auch Kayathi oder Kayasthi, ist eine historische Schrift, die in weiten Teilen Nordindiens verwendet wurde, insbesondere in den ehemaligen nordwestlichen Provinzen Oudh (heute Uttar Pradesh) und Bihar. Die Kaithi-Schrift wurde bei rechtlichen, administrativen und privaten Aufzeichnungen benutzt.
Ein Vorschlag, die Kaithi-Schrift im Unicode-Standard zu kodieren, wurde seitens des Unicode Technical Committee für den Bereich U+11080–110CF angenommen.

## Wortherkunft
Die Kaithi-Schrift leitet ihren Namen von dem Wort Kayastha ab, einer sozialen Gruppe (Jati) Nordindiens, die traditionell aus Schreibern und Beamten besteht. Die Kayastha-Gemeinschaft war eng verbunden mit den fürstlichen Höfen und den Kolonialregierungen Nordindiens und wurden von ihnen angestellt, um Einnahmetransaktionen, juristische Dokumente und Titelurkunden auf- und fortzuschreiben, allgemeine Korrespondenz zu erstellen sowie Prozesse an den königlichen (Gerichts)höfen und damit verbundenen Institutionen aufzuzeichnen. Die von ihnen verwendete Schrift erhielt den Namen Kaithi.

## Geschichte

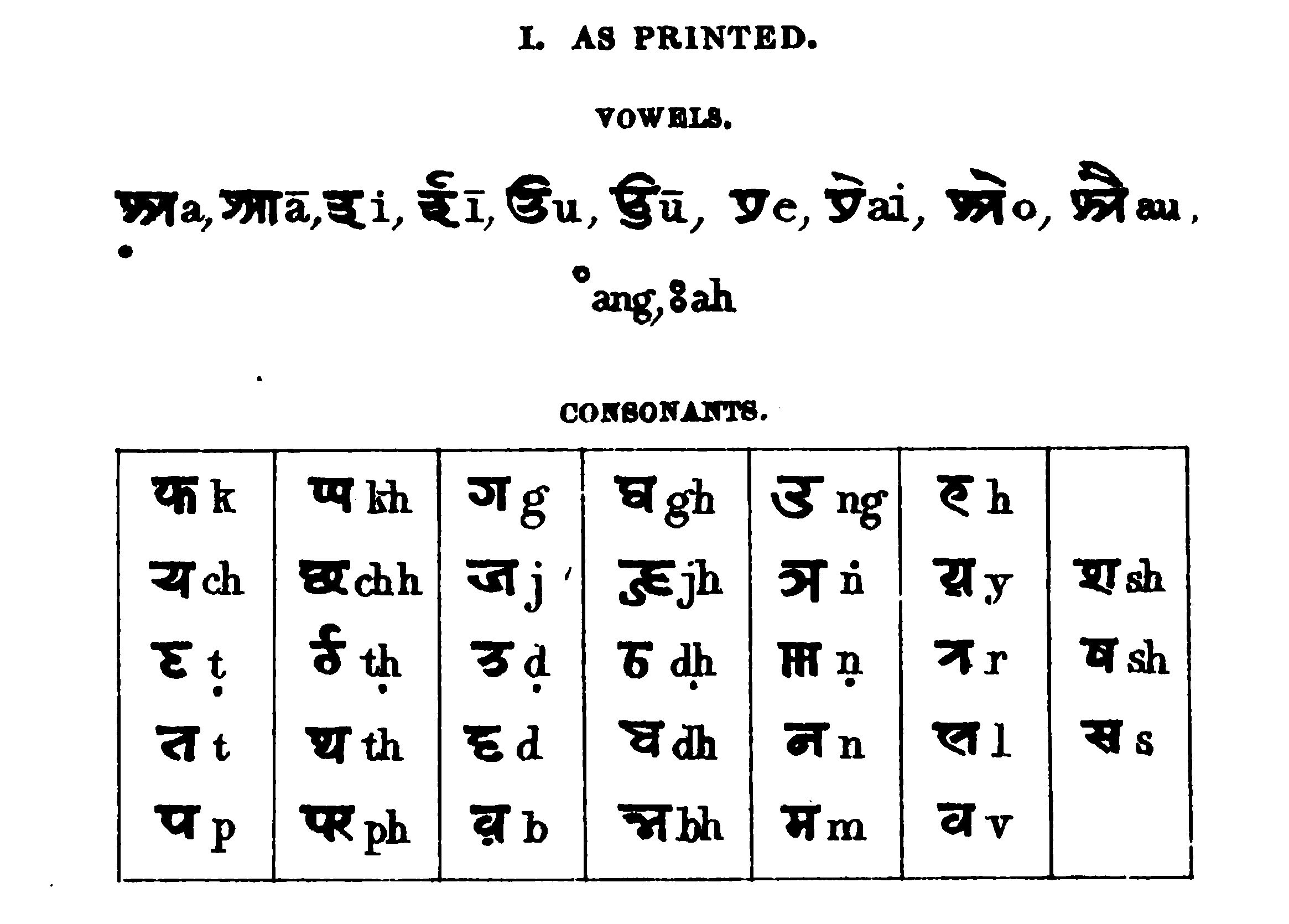
Druck der Kaithi-Schrift Mitte des 19. Jhs.

Dokumente in der Kaithi-Schrift sind bis mindestens ins 16. Jahrhundert zurückverfolgbar. Die Verwendung der Schrift war während des Mogulreiches weit verbreitet. In den 1880er Jahren, während des British Raj, wurde die Schrift als offizielle Schrift bei Gerichten in Bihar anerkannt. Obwohl Kaithi im Allgemeinen in einigen Gebieten weiter verbreitet war als Devanagari, verlor sie gegenüber letzterem an Boden beim Machtkampf bezüglich der Anerkennung als Amtsschrift.